# Neutral Milk Hotel
I Neutral Milk Hotel sono stati un gruppo indie rock statunitense proveniente da Ruston, attivo tra il 1989 ed il 1999 ricostituitosi tra il 2013 e il 2015. Sono noti per il loro stile sperimentale, i testi oscuri e l'eclettica strumentazione.
Il leader del gruppo è il fondatore Jeff Mangum, autore del maggior numero di canzoni della band. Gli altri componenti sono Jeremy Barnes (batteria), Scott Spillane (armonica), Julian Koster (banjo, chitarra e sega ad arco), anche se la band ebbe sempre una composizione poco stabile. Fecero parte del progetto Elephant 6, ovvero un'etichetta indipendente con sede ad Athens, che comprendeva i maggiori gruppi indipendenti statunitensi della zona.

## Storia
Nati nel 1989 come un progetto di Jeff Mangum, i Neutral Milk Hotel pubblicarono nei primi anni '90 tre album su cassetta dal titolo Invent Yourself A Shortcake  (Elephant 6, 1991), Beauty  (Elephant 6, 1992) e Hype City Soundtrack  (Elephant 6, 1993), caratterizzati da un alto grado di sperimentazione musicale, con alcune tracce composte solo da conversazioni, mentre altre saranno riprese negli album successivi con titoli diversi.
L'esordio su disco è del 1994, un 45 giri intitolato Everything Is pubblicato dalla Cher Dolls Records, le cui sonorità potevano richiamare i Jesus and Mary Chain. In questo periodo Mangum versa in uno stato di disoccupazione che gli permette di dedicarsi a tempo pieno alla produzione di questo singolo supportato da una formazione formata da chiunque dei suoi amici volesse fornire un contributo. Successivamente esce l'album On Avery Island distribuito dalla Merge Records, che già proponeva una evoluzione sonora rispetto al singolo precedente.
Stabilizzata la formazione della band, ora composta, oltre che da Jeff Mangum, da Julian Koster, Scott Spillane e Jeremy Barnes il gruppo si inserisce nella scena rock di New York prima di muovere alla volta di Athens dove Mangum ed altri musicisti suoi amici daranno vita all'etichetta Elephant 6.
Il secondo album vede la luce nel 1998 e si intitola In the Aeroplane over the Sea. Registrato a Denver nei Pet Sounds Studio di Robert Schneider (Apples in Stereo), è considerato da molti critici uno dei capisaldi del rock degli anni novanta. Arrivò alla cifra di 100 000 copie vendute, un record per un gruppo indie dell'epoca. Anche sotto l'aspetto dei testi l'album è alquanto bizzarro e affascinante: tutte le tracce tentano infatti di individuare i possibili lati positivi di una storia tragica come fu quella di Anna Frank. Lo stesso Mangum disse che lo spunto per l'album gli venne da un sogno ricorrente dell'epoca in cui si raffigurava una famiglia ebrea durante la seconda guerra mondiale.
Dopo questo album fu registrata una sola altra canzone, Little Birds, dopo di che i Neutral Milk Hotel interruppero la loro attività per partecipare ad altri progetti.
Nell'estate del 2013 il gruppo si è ricostituito con la storica formazione del secondo album.

## Discografia

### Album
- 1996 – On Avery Island (Merge Records)
- 1998 – In the Aeroplane over the Sea (Merge Records)

### EP
- 1994 – Everything Is (Cher Dolls Record)
- 2011 – Ferris Wheel on Fire (Neutral Milk Hotel Records)

### Demo
- 1991 - Invent Yourself a Shortcake
- 1992 - Beauty
- 1993 - Hype City Soundtrack